# Antonio Puppio
Antonio Puppio (ur. 28 kwietnia 1999 w Samarate) – włoski kolarz szosowy.

## Osiągnięcia
Opracowano na podstawie:

2017
- 1. miejsce w mistrzostwach Włoch juniorów (jazda indywidualna na czas)
- 2. miejsce w mistrzostwach świata juniorów (jazda indywidualna na czas)

2019
- 3. miejsce w mistrzostwach Włoch U23 (jazda indywidualna na czas)

2021
- 3. miejsce w Trofeo Piva
- 3. miejsce w Giro della Regione Friuli Venezia Giulia
  - 1. miejsce w klasyfikacji punktowej
- 2. miejsce w Ruota d'Oro

## Rankingi
| Rok             | 2019  | 2020 | 2021 | 2022  |
| --------------- | ----- | ---- | ---- | ----- |
| World Ranking   | 1749. | -    | 395. | 2511. |
| UCI Europe Tour | 1157. | -    | 326. | 1535. |
|                 |       |      |      |       |
| Źródło: UCI     |       |      |      |       |